# Хассун, Ризкалла
Ризкалла Хассун (араб. رزق الله حسون‎; 1825, Халеб, Османская империя (ныне Алеппо, Сирия) — 1880, Лондон, Великобритания) — сирийский арабский христианский писатель
-просветитель, общественно-политический деятель, журналист и переводчик, публицист.
Считается одним из основателей арабской журналистики.

## Биография
Армянского происхождения. Сын богатого торговца. Изучал богословие, математику, освоил армянский, арабский, английский, французский, турецкий и другие языки.
С конца 1840-х годов жил в Турции. В 1854 году создал первую на арабском языке литературно-общественную газету «Мир’ат аль-ахваль». Некоторое время жил в Астане.
Во время подавления беспорядков 1860 года был в Дамаске, в 1861 году — в Стамбуле, где, по одним сведениям, он был заключён в тюрьму за растрату, а по другим — из-за доносов политических и религиозных противников.
В 1862 году покинул Османскую империю перебрался в Россию, а затем эмигрировал в Англию.
В 1867 году в Лондоне открыл типографию, где возродил свою газету «Мир’ат аль-ахваль».

## Творчество и издания
- Сатирический сборник стихов «Ехиднины плевки» (1867), в который помимо собственных произведений включил переводы басен И. А. Крылова.
- Сборник «Поэтичнейшее из поэзии» (1870), составили стихи на библейские темы.
- 1872 год — сборник стихов арабского поэта VI‒VII веков Хатима ат-Таи.
- 1901 год — «В боевой готовности», стихотворные сатирические пьесы, направленные против догм ислама.

В них он с большим мастерством использовал строфическую форму арабского средневекового жанра мувашшах.
В публицистике пропагандировал идеи возрождения арабской средневековой культуры.